# Gerhard Haszprunar
Gerhard Haszprunar (Vienna, 25 febbraio 1957) è uno zoologo e malacologo austriaco, noto per aver introdotto un nuovo modello nella classificazione delle specie e come fondatore del BIOPAT, organizzazione non a scopo di lucro, nonché docente di sistematica all'università Ludwig Maximilian di Monaco, direttore del Zoologische Staatssammlung München (ZSM), e direttore generale del Staatlichen Naturwissenschaftlichen Sammlungen Bayerns.

## Onorificenze
| Haszprunar è l'abbreviazione standard utilizzata per le specie animali descritte da Gerhard Haszprunar. Categoria:Taxa classificati da Gerhard Haszprunar |